# Yggdrasil

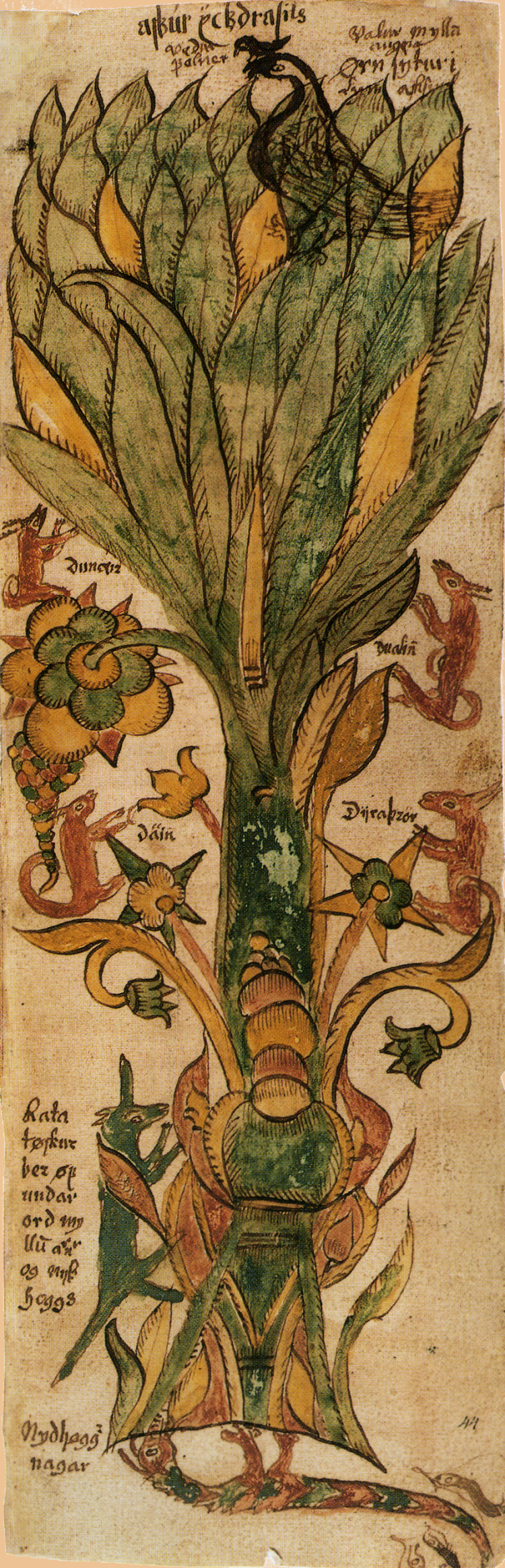
Yggdrasil – miniatura z XVII-wiecznego manuskryptu islandzkiego

Yggdrasil – w mitologii nordyckiej Drzewo Strasznego, czyli Odyna (patrz axis mundi). Utożsamiane z jesionem. 
Gigantyczne drzewo (we współczesnych wyobrażeniach skandynawskich często uważane za jesion), na którym znajdować się miały różne światy, w tym: Asgard, Midgard, Utgard i Helheim. Nazwa Yggdrasil dosłownie oznacza koń Yggra, czyli koń Odyna, którego jednym z imion jest Yggr (Straszliwy).
Pień tego drzewa opierał się na trzech korzeniach, z których jeden przechodził przez Asgard, drugi przez Midgard, a trzeci przez Helheim. Pod korzeniem asgardzkim znajdowała się święta studnia Urd, nad którą mieszkały trzy Norny (Nornor), nad którymi mocy nie mieli nawet bogowie, i które każdego dnia podlewały drzewo wodą z pradawnego źródła, aby jego gałęzie mogły się zielenić; natomiast pod korzeniem midgardzkim leżało źródło (lub studnia) Mimira. Korzenie Yggdrasil przechodzące przez Niflheim były podgryzane przez smoka Níðhöggra.
Po drzewie (a więc między światami) poruszał się przenoszący wieści posłaniec, którym jest wiewiórka o imieniu Ratatosk. Na szczycie drzewa siedział ogromny orzeł (na którego czole usadowił się jastrząb), który podmuchem swoich skrzydeł powodował powstawanie wiatrów nad światami. Żyjąca również na szczycie drzewa Yggdrasil koza Heidrun zjadała jego liście. Cztery jelenie, wśród nich Dvalin, żywiły się korą drzewa.
Pogański lud Sasów czcił dąb zwany Irminsul. Wierzono, że łączy on niebo i Ziemię. Staronordycką formą słowa Irmin było Jörmun – jedno z imion Odyna, podobnie jak Yggr. Można więc mniemać, iż Irminsul było wśród pogańskich Sasów materialnym wyobrażeniem drzewa Yggdrasil.